# Жрица (пьеса)
«Жрица» — комедия древнегреческого драматурга Менандра (IV—III века до н. э.), текст которой сохранился фрагментарно в виде ряда цитат, приведённых другими античными авторами. Время написания и постановки пьесы неизвестно.
В составе каталога пьес Менандра, составленного Гомером Селлием, сохранился пересказ содержания «Жрицы». Из него следует, что в основе сюжета была стандартная для жанра коллизия. Жрица стала жертвой изнасилования и родила сына, который из-за своего происхождения не получил гражданские права. Когда он стал взрослым, его отец был найден после серии недоразумений, и дело закончилось сразу несколькими свадьбами.